# جبل ووتيفي
جبل ووتيفي هو جبل يقع في ليبيريا ، ويعد أعلى نقطة في ليبيريا . يقع في سلسلة جبال غينيا، التي تنتمي إلى جبال غرب إفريقيا . وتكشف البيانات المأخوذة من مهمة المكوك الفضائي الطبوغرافي أن الارتفاع الصحيح له يبلغ 1440 مترًا ، وليس الارتفاع المزعوم السابق الذي يبلغ 1،380 مترًا.  ومن المعروف أيضًا باسم جبل وولوغيزي بين السكان المحليين من قبيلة لوما .